# Daisy Paiva
Daisy Paiva Ribeiro (Rio de Janeiro, 4 de janeiro de 1938 — Rio de Janeiro, 21 de abril de 2001) foi uma atriz e vedete brasileira. Era filha do maestro Vicente Paiva e irmã do músico Décio Paiva. Seu papel de maior destaque foi como a antagonista Durvalina em Banzo (1964), na RecordTV. Abandonou a carreira após se casar.

## Filmografia

### Televisão
| Ano     | Título          | Personagem         |
| ------- | --------------- | ------------------ |
| 1958–62 | Show 713        | Vários personagens |
| 1963–64 | Noites Cariocas | Vários personagens |
| 1964    | Banzo           | Durvalina          |

## Teatro
| Ano     | Título              | Personagem |
| ------- | ------------------- | ---------- |
| 1955–56 | Alô! Alô! São Paulo | Vedete     |
| 1956    | É Bafo de Onça      | Vedete     |
| 1956    | Orfeu da Conceição  | Eurídice   |
| 1957–60 | Tá Tudo Legal       | Vedete     |